# Firefly (album)
Firefly je desáté album britské rockové skupiny Uriah Heep, vydané v roce 1977.
Bylo prvním albem bez Davida Byrona, sólového zpěváka a zakládajícího člena skupiny a prvním ze tří alb nového zpěváka Johna Lawtona.

## Seznam stop
1. The Hanging Tree (Hensley, Jack Williams) – 3:40
2. Been Away Too Long (Hensley) – 5:03
3. Who Needs Me (Kerslake) – 3:39
4. Wise Man (Hensley) – 4:40
5. Do You Know (Hensley) – 3:12
6. Rollin' On (Hensley) – 6:21
7. Sympathy (Hensley) – 3:44
8. Firefly (Hensley) – 6:21
  - Remasterovaná reedice alba z roku 1997 obsahovala následující bonusy:
9. Crime Of Passion (B-side) (Hensley) – 3:37 (Původně B-side singlu „Wise Man“)
10. Do You Know (Alternate Version) (Hensley, Box, Kerslake) – 3:16 (Dosud nevydaná demo verze nahraná v roce 1976)
11. A Far Better Way (Alternate Version) (Hensley, Box, Kerslake, Bolder, Lawton) – 5:50 (Dosud nevydaná verze odlišná od verze vydané na box setu Time of Revelation v roce 1996.)
12. Wise Man (TV Backing Track) (Hensley) – 4:48 (Dosud nevydaná mix verze použitá v reklamní kampani)

## Sestava
- John Lawton – zpěv
- Ken Hensley – klávesy, kytara, zpěv
- Mick Box – kytara
- Trevor Bolder – baskytara
- Lee Kerslake – bicí, perkusy, zpěv